# Como un huracán
Como Un Huracán es el tercer álbum de estudio de la cantante Kiara. Publicado en 1992 y grabado entre Londres, Madrid y Caracas, este álbum significó su regreso al canto luego de 2 años de ausencia discográfica. El primer sencillo extraído de este álbum fue la canción "Libérame" compuesta especialmente para ella por el cantautor venezolano Franco de Vita. Este tema fue acompañado de un videoclip dirigido por Marlene Rodríguez Miranda. Dicho video estuvo acompañado por "polémica", ya que la artista era atada con cadenas a una cama mientras pedía ser liberada de una tormentosa relación que tenía. Dicho sencillo fue el tema principal de la telenovela Macarena, transmitida por Venevisión protagonizada por ella misma y Luis José Santander, además este disco propulsó aún más la carrera de esta artista, siendo "Libérame" y "Baila Conmigo" verdaderos éxitos radiales en Venezuela y parte de América Latina.
Como segundo sencillo promocional fue lanzada la canción "Baila Conmigo", que ya había sido grabada por su compatriota Frank Quintero en la década de los 80's, siendo un verdadero éxito radial. Kiara, aportó toda su "sensualidad" haciendo de esta una "oda a la sensualidad" al regrabarla, ocupó importantes posiciones en mercados diversos de América Latina. El video de esta canción, fue transmitido varias veces en la cadena MTV latino, propulsando aún más a la artista a importantes mercados internacionales.
Como tercer sencillo fue escogida para la promoción del disco,  la balada "Que Suba La Temperatura". Como cuarto y quinto sencillos fueron escogidos "No Me Importa Nada" tema que ya había sido grabado anteriormente por la artista española Luz Casal y "Hombre Guapo Buscando Novia" con el cual se da por finalizada la promoción del disco " Como Un Huracán".
Cabe destacar que en el tema "Azúcar" la artista hace referencia a la cantante Celia Cruz, rindiéndole un merecido homenaje.
"Cuando Pienso En Ti" que aparece en este disco, según la propia artista, es su canción favorita de todas las que ha grabado y en diferentes entrevistas recalca, que fue con esta canción que descubrió sus verdaderos registros vocales.

## Datos del álbum
- Grabado en Rondhouse/Abbey Road (Londres), Kirios y Primera Base (Madrid) y Grabaciones Audio Uno (Caracas).
- Una producción de SONORODVEN realizada y dirigida por Óscar Gómez (excepto "LIBÉRAME") realizada y dirigida por Franco de Vita y Luis Oliver.
- Músicos en Londres: Charlie Morgan, Andy Pask, Mitch Dalton, Nigel Jenkins, Graham Preskett, Carlos Goméz.
- Músicos en Madrid: Juan Cerro, Javier Quílez, Oscar Gómez, Henry Díaz, Javier Losada, Carlos Goméz, José Medrano.
- Músicos en Venezuela: Rubén Rebolledo, Gustavo Aranguren, Luis Oliver, Federico Brito, Franco De Vita.
- Coros: Rosa Girón, Maisa Hens, María Lar, José Morato, Oscar Goméz, Juan Canovas, Lily Ortiz, Leonor Jove y Pedro Rodríguez.
- Fotografía: Ana Maria Yanes
- Director de fotografía: Thomas Kriegl

## Canciones
| N.º | Nombre                                                                                            | Duración |
| --- | ------------------------------------------------------------------------------------------------- | -------- |
| 1   | "Libérame" Escritor(es): Franco De Vita Productor(es):Franco De Vita y Luis Oliver                | 4:25     |
| 2   | "Azúcar" Escritor(es): Carlos Gómez y Rosa Girón Productor(es): Óscar Gómez                       | 3:32     |
| 3   | "Baila Conmigo" Escritor(es): Frank Quintero Productor(es): Óscar Gómez                           | 4:40     |
| 4   | "Amar otra vez" Escritor(es): Rosa Girón Productor(es): Óscar Gómez                               | 4:10     |
| 5   | "No me importa nada" Escritor(es): P. Varona, M. Rodríguez y G. Varona Productor(es): Óscar Gómez | 4:18     |
| 6   | "Que suba la temperatura" Escritor(es): Pedro Azael Productor(es): Óscar Gómez                    | 4:11     |
| 7   | "Baile del ombligo" Escritor(es): Carlos Silva Productor(es): Óscar Gómez                         | 3:14     |
| 8   | "Locuras divinas" Escritor(es): José Morato Productor(es): Óscar Gómez                            | 4:22     |
| 9   | "Cuando pienso en ti" Escritor(es): Pedro Herrero Productor(es): Óscar Gómez                      | 4:13     |
| 10  | "Hombre guapo buscando novia" Escritor(es): Loli Carrizo, Pedro Azael Productor(es): Óscar Gómez  | 4:05     |
| 11  | "Esta locura" Escritor(es): Rolando Paredes, José Morato Productor(es): Óscar Gómez               | 4:10     |
| 12  | "Azúcar (Edit)" Escritor(es): Carlos Gómez, Rosa Girón Productor(es): Óscar Gómez                 | 6:00     |

## "Libérame" producción de Franco de Vita
"Libérame" es una canción de la cantante venezolana Kiara. Escrita y producida por Franco De Vita para su tercer disco Como un Huracán. La sexualidad vuelve a ser tangible en cada uno de los temas que conforman esta producción discográfica; siendo “Libérame” el escogido como sencillo promocional, estuvo acompañado por un videoclip con “alto contenido erótico” dirigido por Marlene Rodríguez Miranda y devolvió a Kiara a los primeros lugares en las radios venezolanas. Este tema sirvió como fondo musical para el que sería el debut protagónico de Kiara en las telenovelas venezolanas “Macarena”. "Liberáme" ocupó su máxima posición (19) en el Hot Latin Songs del Billboard Chart el 21 de noviembre de 1992. Además, se mantuvo 4 semanas consecutivas en el número 1 de las canciones más escuchadas por los radio oyentes en Venezuela.

## Sencillos extraídos
1. 1.er Sencillo: Libérame (tema musical de la telenovela Macarena de Venevisión)
2. 2.º Sencillo: Baila Conmigo (tema musical usado como cortina de la telenovela mexicana Baila Conmigo transmitida por Venevisión)
3. 3.er Sencillo: Que Suba La Temperatura.
4. 4.º Sencillo: No Me Importa Nada.
5. 5.º Sencillo: Hombre Guapo Buscando Novia.

## Videoclips
Se realizaron videoclips de las canciones Libérame y Baila Conmigo.